# Systematyka klonów
Nowsze systemy klasyfikacyjne roślin okrytonasiennych nie wyróżniają rodziny klonowatych Aceraceae (APG I, APG II, APweb, system Reveala z 2007). Rodzaj klon (Acer) jest siostrzany dla rodzaju Dipteronia, wraz z którym stanowi klad w obrębie podrodziny Hippocastanoideae Burnett (siostrzany dla rodzajów wyodrębnianych dawniej jako rodzina kasztanowcowatych Hippocastanaceae) wchodzącej w skład mydleńcowatych Sapindaceae.
Na całym świecie istnieje ponad 100 gatunków klonów (według niektórych źródeł jest to nawet 150 gatunków). Rodzaj jest dzielony na 16 sekcji.
Gatunki klonów (podział według ?):

## Sekcja:Acer

### seria:Acer
- Acer heldreichii Orph.ex Boiss. – klon Heldreicha, jawor bałkański
- Acer pseudoplatanus L. – klon jawor
- Acer trautvetteri Medwed. – klon Trautvettera, klon kaukaski
- Acer velutinum Boiss. – klon zamszowaty
- Acer caesium Wall. Ex D.Don
- Acer wuyuanense W.P.Fang & Y.T Wu

### seria:Monspessulana
- Acer hyrcanum Fisch.& C.A.Mey. – klon hyrkański
- Acer monspessulanum L. – klon francuski, klon trójklapowy
- Acer syriacum, A. obtusifolium – klon syryjski
- Acer opalus Mill. – klon włoski
- Acer opalus subsp. granatense (Boiss.) Font Quer & Rothm., syn. Acer granatense Boiss.
- Acer sempervirens L. – klon wieczniezielony

### seria:Saccharodendron
- Acer saccharum Marshall – klon cukrowy

## Sekcja:Glabra

### seria:Arguta
- Acer acuminatum Wall.ex D.Don
- Acer argutum Maxim. – klon ostroząbkowy
- Acer barbinerve Maxim. – klon bródkowy
- Acer stachyophyllum Hiern – klon stachiurkolistny

### seria:Glabra
- Acer glabrum Torr. – klon nagi

## Sekcja:Ginnala
- Acer tataricum L. – klon tatarski
- Acer tataricum L. subsp. ginnala syn. Acer ginnala Maxim. – klon ginnala
- Acer tataricum L. subsp. semenovii (Reg. et Herd.) A.E.Murray syn. Acer semenovii Regel et Herder – klon Semenowa

## Sekcja:Hyptiocarpa
- Acer laurinum Hassk.

## Sekcja:Indivisa
- Acer carpinifolium Siebold & Zucc. – klon grabolistny

## Sekcja:Negundo

### seria:Cissifolia
- Acer cissifolium (Siebold & Zucc.) K.Koch – klon winnolistny, klon cissolistny
- Acer henryi Pax – klon Henry’ego

### seria:Negundo
- Acer negundo L. – klon jesionolistny

## Sekcja:Lithocarpa

### seria:Lithocarpa
- Acer diabolicum Blume ex K.Koch – klon diabelski, klon kosmaty
- Acer sterculiaceum Wall. (Acer villosum Wall)

### seria:Macrophylla
- Acer macrophyllum Pursh – klon wielkolistny

## Sekcja:Macrantha
- Acer capillipes Maxim. – klon hondoański, klon cienkoszypułkowy
- Acer caudatifolium Hayata
- Acer crataegifolium Siebold & Zucc. – klon głogolistny
- Acer davidii Franch. – klon Davida
- Acer pensylvanicum L. – klon pensylwański
- Acer pectinatum Wall. ex G.Nicholson
- Acer rubescens Hayata
- Acer micranthum Siebold & Zucc.
- Acer rufinerve Siebold & Zucc. – klon rdzawy, klon śniady
- Acer sikkimense Miq.
- Acer tegmentosum Maxim. – klon zielonokory
- Acer tschonoskii Maxim. – klon Czonoskiego

## Sekcja:Palmata

### seria:Palmata
- Acer circinatum Pursh – klon okrągłolistny
- Acer duplicatoserratum Hayata
- Acer japonicum Thunb. – klon japoński
- Acer palmatum Thunb. – klon palmowy
- Acer pauciflorum W.P.Fang – klon chiński
- Acer pseudosieboldianum (Pax) Kom. – klon ussuryjski
- Acer pubipalmatum W.P.Fang
- Acer robustum Pax
- Acer shirasawanum Koidz. – klon Shirasawy
- Acer sieboldianum Miq. – klon Siebolda

### seria:Penninervia
- Acer cordatum Paxton
- Acer fabri Hance
- Acer laevigatum Wall.
- Acer lucidum F.P.Metcalf
- Acer sino-oblongum F.P.Metcalf

### seria:Sinensia
- Acer calcaratum Gagnep.
- Acer campbellii Hook.f. & Thomson ex Hiern – klon Cambella
- Acer chapaense Gagnep.
- Acer craibianum Delendick
- Acer elegantulum – klon wytworny
- Acer erianthum Schwer.
- Acer oliverianum Pax – klon Olivera
- Acer osmastonii Gamble
- Acer tonkinense Lecomte

## Sekcja:Parviflora

### seria:Caudata
- Acer caudatum Wall. - klon ogoniasty
- Acer spicatum Lam. – klon kłosowy

### seria:Distyla
- Acer distylum Siebold & Zucc. – klon dwusłupkowy

### seria:Parviflora
- Acer nipponicum H.Hara

## Sekcja:Pentaphylla

### seria:Pentaphylla
- Acer pentaphyllum Diels

### seria:Trifida
- Acer buergerianum Miq. – klon Bürgera
- Acer coriaceifolium Leveille (Acer cinnamomifolium Hayata) –
- Acer oblongum Wall. ex DC.
- Acer paxii Franch.

## Sekcja:Platanoidea
- Acer lobelii Ten. – klon Lobela
- Acer campestre L. – klon polny, paklon
- Acer cappadocicum Gled. – klon kolchidzki, klon kapadocki
- Acer longipes Franch. ex Rehder
- Acer miyabei Maxim. – klon Miyabe’go
- Acer okamotoanum Nakai
- Acer platanoides L. – klon zwyczajny, klon pospolity
- Acer pictum Thunb.ex Murray syn. Acer mono – klon mono
- Acer truncatum Bunge – klon ściętolistny

## Sekcja:Pubescentia
- Acer pentapomicum J.L.Stewart ex Brandis

## Sekcja:Rubra
- Acer rubrum L. – klon czerwony
- Acer saccharinum L. – klon srebrzysty
- Acer pycnanthum K.Koch

## Sekcja:Trifoliata

### seria:Grisea
- Acer griseum (Franch.) Pax – klon strzępiastokory
- Acer maximowiczianum Miq. (Acer nikoense Maxim.) – klon trójlistkowy, klon Maksimowicza
- Acer triflorum Kom. – klon trójkwiatowy

### seria:Mandshurica
- Acer mandshuricum Maxim. – klon mandżurski
- Acer sutchuenense Franch.

## Sekcja:Wardiana
- Acer wardii W.W.Smith - klon Warda

## Gatunki pochodzenia mieszańcowego
- Acer ×bornmuelleri Borbas – krzyżowka A. campestre × A. monspessulanum
- Acer ×boscii Spach – krzyżowka A. tataricum × A. monspessulanum
- Acer ×conspicuum Van Gelderen et Oterdoom – krzyżówka A. davidii × A. pensylvanicum
- Acer ×coriaceum Bosc ex Tausch – klon skórzasty, krzyżówka A. monspessulanum × A. pseudoplatanus
- Acer ×dieckii (Pax) Pax – krzyżówka A. platanoides × A.r cappadocicum ssp lobelii
- Acer ×freemanii E.Murray – krzyżówka A. rubrum × A. saccharinum
- Acer ×guyotii Beauverd – krzyżówka A. campestre × A. opalus
- Acer ×hillieri Lancaster – krzyżówka A. miyabei × A. cappadocicum
- Acer ×hybridum Spach non Bosc – krzyżówka Acer opalus × A. pseudoplatanus
- Acer ×ramosum Schwerin – krzyżówka A. campestre × A. pseudoplatanus
- Acer ×rotundilobum Schwerin – krzyżówka A. monspessulanum × A. opalus ssp obtusatum
- Acer ×sabaudum Chabert – krzyżówka A. opalus × A. platanoides
- Acer ×schwerinii Pax – krzyżówka A. crataegifolium × A. rufinerve (?)
- Acer ×zoechense Pax – krzyżówka A. campestre × A. cappadocicum ssp lobelii